# Сасина (Сански Мост)
Сасина је насељено мјесто у Босни и Херцеговини које је међуентитетском линијом подијељено између општине Сански Мост која припада Федерацији БиХ и општине Оштра Лука која припада Републици Српској. Према попису становништва из 2013. у насељу је живјело 294 становника.

## Становништво
| Националност       | 1991.          | 1981.          | 1971.          |
| Хрвати             | 1.023 (97,05%) | 1.272 (97,92%) | 1.450 (98,63%) |
| Муслимани          | 4 (0,37%)      | 6 (0,46%)      | 1 (0,06%)      |
| Срби               | 2 (0,18%)      | 2 (0,15%)      | 16 (1,08%)     |
| Југословени        | 0              | 15 (1,15%)     | 0              |
| остали и непознато | 25 (2,37%)     | 4 (0,30%)      | 3 (0,20%)      |
| Укупно             | 1.054          | 1.299          | 1.470          |